# TOUR 2∞9 PUZZLE
- SUPER EIGHTのライブ一覧 > 関ジャニ∞ TOUR 2009 PUZZLE
- PUZZLE > 関ジャニ∞ TOUR 2009 PUZZLE
- PUZZLE > TOUR 2∞9 PUZZLE

『関ジャニ∞ TOUR 2009 PUZZLE』（かんジャニエイト ツアー 2009 パズル）は、2009年5月10日から同年7月30日にかけて開催された関ジャニ∞のライブツアー。『TOUR 2∞9 PUZZLE』（ツアー 2009 パズル）のタイトルで、同年9月23日にインペリアルレコードから5枚目のライブDVDとして発売された。

## 概要
- 前作『47』から約1年9ヶ月振りのリリース。
- 本作はAパッケージ(∞showドキュメント盤)、Bパッケージ(∞笑ドッキリ盤)の2形態で発売。
- 2009年5月10日から7月30日まで約2ヶ月かけて行われたライブツアー『関ジャニ∞ TOUR 2009 PUZZLE』の東京ドーム公演を収録。
- ∞showドキュメント盤の特典DVDには、千秋楽である京セラドーム大阪公演で初披露され、その場でコーラスのレコーディングをした「ひとつのうた」のライブ映像と、自身の地元である大阪の思い出の地を巡りドキュメントタッチで仕上げた「パズル」の Music Filmを収録。
- ∞笑ドッキリ盤の特典DVDには、メンバーの村上信五に仕掛けたドッキリ映像「ガチでやりました 村上信五の夢叶えちゃいます ドッキリスペシャル」を収録。
- A・BパッケージともにDVD発売記念のスペシャルイベント応募券が入っている。

## 公演日程
| 年     | 月  | 日   | 開演時間 | 会場                                            |
| ------ | --- | ---- | -------- | ----------------------------------------------- |
| 2009年 | 5月 | 10日 | 12:00    | 広島グリーンアリーナ（広島県）                  |
| 2009年 | 5月 | 10日 | 16:00    | 広島グリーンアリーナ（広島県）                  |
| 2009年 | 5月 | 23日 | 14:00    | 宮城県総合体育館（宮城県）                      |
| 2009年 | 5月 | 23日 | 18:00    | 宮城県総合体育館（宮城県）                      |
| 2009年 | 5月 | 24日 | 13:00    | 宮城県総合体育館（宮城県）                      |
| 2009年 | 5月 | 24日 | 17:00    | 宮城県総合体育館（宮城県）                      |
| 2009年 | 6月 | 1日  | 18:30    | 東京ドーム（東京都）                            |
| 2009年 | 6月 | 2日  | 18:30    | 東京ドーム（東京都）                            |
| 2009年 | 6月 | 6日  | 14:00    | グランメッセ熊本（熊本県）                      |
| 2009年 | 6月 | 6日  | 18:00    | グランメッセ熊本（熊本県）                      |
| 2009年 | 6月 | 7日  | 13:00    | グランメッセ熊本（熊本県）                      |
| 2009年 | 6月 | 7日  | 17:00    | グランメッセ熊本（熊本県）                      |
| 2009年 | 6月 | 20日 | 14:00    | 北海道立総合体育センター（北海道）              |
| 2009年 | 6月 | 20日 | 18:00    | 北海道立総合体育センター（北海道）              |
| 2009年 | 6月 | 21日 | 13:00    | 北海道立総合体育センター（北海道）              |
| 2009年 | 6月 | 21日 | 17:00    | 北海道立総合体育センター（北海道）              |
| 2009年 | 6月 | 27日 | 14:00    | ビーコンプラザ コンベンションセンター（大分県） |
| 2009年 | 6月 | 27日 | 18:00    | ビーコンプラザ コンベンションセンター（大分県） |
| 2009年 | 6月 | 28日 | 13:00    | ビーコンプラザ コンベンションセンター（大分県） |
| 2009年 | 6月 | 28日 | 17:00    | ビーコンプラザ コンベンションセンター（大分県） |
| 2009年 | 7月 | 4日  | 14:00    | サンドーム福井（福井県）                        |
| 2009年 | 7月 | 4日  | 18:00    | サンドーム福井（福井県）                        |
| 2009年 | 7月 | 5日  | 13:00    | サンドーム福井（福井県）                        |
| 2009年 | 7月 | 5日  | 17:00    | サンドーム福井（福井県）                        |
| 2009年 | 7月 | 11日 | 14:00    | ビッグハット（長野県）                          |
| 2009年 | 7月 | 11日 | 18:00    | ビッグハット（長野県）                          |
| 2009年 | 7月 | 12日 | 13:00    | ビッグハット（長野県）                          |
| 2009年 | 7月 | 12日 | 17:00    | ビッグハット（長野県）                          |
| 2009年 | 7月 | 18日 | 14:00    | 石川県産業展示館（石川県）                      |
| 2009年 | 7月 | 18日 | 18:00    | 石川県産業展示館（石川県）                      |
| 2009年 | 7月 | 19日 | 12:00    | 石川県産業展示館（石川県）                      |
| 2009年 | 7月 | 19日 | 16:00    | 石川県産業展示館（石川県）                      |
| 2009年 | 7月 | 29日 | 18:00    | 京セラドーム大阪（大阪府）                      |
| 2009年 | 7月 | 30日 | 18:00    | 京セラドーム大阪（大阪府）                      |

## 販売形態
- 発売日：2009年9月23日
  - Aパッケージ：∞show（エイトショー）ドキュメント盤（TECI-8815~8817：3DVD）
    - DVD発売記念イベント応募券封入

  - Bパッケージ：∞笑（エイトショー）ドッキリ盤（TECI-8818~8820：3DVD）
    - 24P写真集ブックレット封入
    - DVD発売記念イベント応募券封入
- 発売日：2015年7月1日
  - ∞笑（エイトショー）ドッキリ盤：再発売（JABA-5214~5516：3DVD）
    - 自身の所属レコード会社を『テイチクエンタテインメント』から『INFINITY RECORDS』へ移籍したため、INFINITY RECORDSより再発売。

## 収録内容

### 本編映像（セットリスト）
※各DVD盤は、Disc 1にM-1~13、Disc 2にM-14以降を収録。
1. 無責任ヒーロー
2. イッツ マイ ソウル
3. 関風ファイティング
4. ミセテクレ
5. Heavenly Psycho
6. 一秒 KISS
7. Glorious / 渋谷すばる・錦戸亮・大倉忠義
8. Kicyu / 横山裕・安田章大
9. YOU CAN SEE / 村上信五・丸山隆平
10. パズル
11. 渇いた花
12. ∞レンジャー 〜帰ってきた∞レンジャー となりの芝生は何色に見える?の巻〜
  1. ∞レンジャー / エイトレンジャー
  2. メビウス / エイトレンジャー
  3. どんなに離れてたって傍にいるから / エイトレンジャー
13. ギガマジメ我ファイト
14. アカイシンキロウ
15. ブリュレ
16. My Last Train
17. 大阪レイニーブルース
18. 好きやねん、大阪。
19. ∞SAKAおばちゃんROCK
20. ズッコケ男道
21. Do you agree?
22. ゴリゴリ
23. 情熱Party
24. ローリング・コースター

＜アンコール＞
1. 無限大
2. 咲いて生きよ

＜エンドロール＞
- ∞show ドキュメント盤
  - ローリング・コースター "PUZZLE" Remix
- ∞笑 ドッキリ盤
  - ワッハッハー "PUZZLE" Remix

### 特典DVD

#### ∞show ドキュメント盤
| #         | タイトル                                     | 作詞  | 作曲・編曲 | 時間  |
| --------- | -------------------------------------------- | ----- | ---------- | ----- |
| 1.        | 「ひとつのうた」(初披露 in 京セラドーム大阪) |       |            | 16:39 |
| 2.        | 「パズル」(Music Film)                       |       |            | 6:15  |
| 3.        | 「パズル」(Documentary Film)                 |       |            | 20:18 |
| 合計時間: | 合計時間:                                    | 43:12 |            |       |

#### ∞笑 ドッキリ盤
| #         | タイトル                                             | 作詞  | 作曲・編曲 | 時間  |
| --------- | ---------------------------------------------------- | ----- | ---------- | ----- |
| 1.        | 「CM決定!マネージャーが耳打ちで報告!」               |       |            | 14:41 |
| 2.        | 「CMスタッフと緊張の初顔合わせ」                     |       |            | 7:37  |
| 3.        | 「ダンスレッスン中、錦戸が激励に登場!」              |       |            | 4:08  |
| 4.        | 「『Liquid Babun』はじめてのCM撮影」                 |       |            | 10:19 |
| 5.        | 「ラジオで重大発表!リスナーにCM決定を報告!」         |       |            | 1:13  |
| 6.        | 「関ジャニ∞で歌うより真剣!?CMソングレコーディング!」 |       |            | 4:30  |
| 7.        | 「一世一代の晴れ舞台『Liquid M 新入浴剤発表会』」    |       |            | 23:44 |
| 8.        | 「エンドロール ∞レンジャーのテーマ」                 |       |            | 1:45  |
| 9.        | 「『Liquid Babun』完成CM」                           |       |            | 0:36  |
| 合計時間: | 合計時間:                                            | 68:33 |            |       |

## 発売記念イベント
『『TOUR 2∞9 PUZZLE』発売記念イベント』（ツアー 2009 パズル はつばいきねんイベント）は、2009年10月3日から同年10月18日にかけて開催された、本作のリリースを記念した関ジャニ∞のイベント。

### 開催概要
- 自身初のライブDVDの発売記念イベント[注 3]。
  - ライブを伴う発売記念イベントを行うのも初である。
- 本イベントは、メンバーが2組に分かれ、2都市で同時にイベントを開催した[3]。
- 本イベントでは、「ひとつのうた」と「渇いた花」を弾き語りで披露したミニライブ[7][8]や、DVD未収録の映像鑑賞等を行った[9]。
  - グループで通常ドラムスを担当しているメンバーの大倉忠義が、同ミニライブではギターを演奏した。この様子は後述の特典映像に収録されている。
- 本作両形態の初回生産分に封入されているQRコードにて、イベント特設サイトからの応募が出来る仕様となっていた[5]。
- 全国5都市の定員約1万4000人に対し、約15万人の応募があった[10]。
- 本イベントにて、10thシングル『急☆上☆Show!!』の発売が発表された[7][9]。
  - 同作初回限定盤Bの特典DVDに「ひとつのうた」のミュージック・ビデオの一部として、本イベントの様子が一部収録された[11][8]。

### 公演日程
※全て2009年の開催。
| 10月 | 3日  | 品川ステラボール（東京都）       |
| 10月 | 3日  | 名古屋市公会堂（愛知県）         |
| 10月 | 10日 | 堂島リバーフォーラム（大阪府）   |
| 10月 | 10日 | パピヨン24ガスホール（福岡県）   |
| 10月 | 18日 | 札幌ファクトリーホール（北海道） |

### セットリスト
1. ひとつのうた
2. 渇いた花

## CD未収録曲

### メビウス
『メビウス』は、関ジャニ∞の楽曲。
2022年8月現在、CD未収録である。

#### クレジット（メビウス）
- 作詞・作曲・編曲：大西省吾[12]
- 作品コード[注 5]：160-3744-8

#### 収録作品（メビウス）
ライブ映像
- 本項『TOUR 2∞9 PUZZLE』

### Babun
『Babun』（バブーン）は、村上信五の楽曲。本項映像作品の∞笑 ドッキリ盤に収録されている特典映像『ガチでやりました 村上信五の夢叶えちゃいます ドッキリスペシャル』で誕生した。
2022年8月現在、CD未収録である。

#### クレジット（Babun）
- 作詞・作曲：斉田和典
- 作品コード[注 5]：163-2581-8

#### 収録作品（Babun）
ライブ映像
- 6thライブDVD『COUNTDOWN LIVE 2009-2010 in 京セラドーム大阪』
- 9thライブDVD/Blu-ray『KANJANI∞ LIVE TOUR!! 8EST 〜みんなの想いはどうなんだい?僕らの想いは無限大!!〜』

※初回限定盤の特典DVDにも収録。
- 11thライブDVD/Blu-ray『十祭』

※7人バージョン。衣装も7人分用意された。
その他
- 本項『TOUR 2∞9 PUZZLE』(∞笑 ドッキリ盤 特典DVD)

※本曲が誕生したドッキリを収録。